# 帕沃·马尔科维奇
帕沃·马尔科维奇（1985年4月20日—），克罗地亚前男子水球运动员。他曾代表克罗地亚国家队参加2008年夏季奥林匹克运动会水球比赛，获得第6名。